# سامي الشوا
سامي الشَّوَّا (1885 – 1965) هو عازف سوري، من كبار العازفين على الكمنجة.

## حياته ونشأته
هو سامي بن أنطون بن الياس الشَّوَّا. ولد سنة 1885 م وقيل 1889 م في القاهرة، وقيل في حلب. تعلم أصول وخصائص الموسيقى العربية ولا سيما المدرسة العراقية. تخصص في استخدام الكمنجة وعمل مع عدد من المطربين ورحل في بلاد الشرق والغرب للعزف. توفي عام 1965 م.

## مؤلفاته
ألف كتاب بعنوان «ميتوداً» لتعليم آلة الكمنجة و «القواعد الفنية في الموسيقى الشرقية والغربية» سنة 1946 م بالاشتراك مع منصور عوض.

## وصلات خارجية
- سامي الشوا على موقع ميوزك برينز (الإنجليزية)
- سامي الشوا على موقع ميوزك برينز (الإنجليزية)
- سامي الشوا على موقع أول ميوزيك (الإنجليزية)
- سامي الشوا على موقع ديسكوغز (الإنجليزية)